# Ray Ceresino
Ramo Peter (Ray) Ceresino (Port Arthur, 24 de abril de 1929-San Diego, 1 de mayo de 2015) fue un extremo izquierdo de hockey sobre hielo canadiense. Jugó para los Toronto Maple Leafs de la NHL. El 2 de junio de 1953, se casó con Lorraine Giardetti; estuvieron casados durante 62 años. Se mudó con su familia a California en 1962 y se estableció en Los Ángeles donde trabajó como agente hipotecario. Más tarde se retiró a San Diego.
Tuvo tres hijos, entre ellos el jugador profesional de fútbol americano Gordon Ceresino.